# Carme Manuel Cuenca
Carme Manuel Cuenca (València, 11 de juny de 1960) és una catedràtica valenciana de literatura estatunidenca a la Universitat de València, novel·lista, traductora i directora de la col·lecció Biblioteca Javier Coy d'Estudis Nord-americans, fundada l'any 2002, en honor d'un dels pioners de la investigació espanyola en literatura nord-americana. Des de juny de 2021 és membre de l'Acadèmia Valenciana de la Llengua.
La seua tasca, a banda de la docent, està dedicada a coeditar diverses revistes acadèmiques espanyoles i estatunidenques. En els últims anys, s'ha centrat en la literatura de les dones afroamericanes dels segles XIX i XX. També és coautora amb Josep-Vicent Garcia i Raffi, de la primera antologia i traducció de poesia gal·lesa al català, la biografia de l'activista i traductora gal·lesa Esyllt T. Lawrence, i una sèrie d'assajos sobre la llengua i l'ensenyament gal·lesos i la seua relació amb la llengua catalana i la docència al País Valencià.
L'any 2013 va publicar la seva primera novel·la, Llanceu la creu, al qual seguiren els relats «Mapa», en el recull Escriure el país, i «Stabat Mater», a Entre dones.

## Obres
Creació literària
- Llanceu la creu. Edicions Tres i Quatre, 2013.[4]
- «Mapa», en Escriure el país (I. Marcillas, A. Esteve, M.A. Francés, ed.). Onada, 2015.
- «Stabat Mater», en Entre dones (R. Ricart, ed.). Balandra, 2016.
- «Les adoptives», en La improbable vida de Joan Fuster. (R. Ricart, ed.). Tres i Quatre, 2017.[5]